# Verónica Ruiz
Verónica Ruiz Domínguez (Huelva, 23 de enero de 1989) es una ex gimnasta rítmica española que compitió en la modalidad de conjuntos, siendo olímpica en Pekín 2008. Logró 2 medallas de plata en la Final de la Copa del Mundo de Benidorm (2008) y posee además 2 medallas en pruebas de la Copa del Mundo, entre otras preseas en diversas otras competiciones internacionales. También fue campeona de España alevín por equipos (1998) y en la general (2000), campeona de España infantil en mazas y manos libres (2002) y campeona de Andalucía alevín (1999 y 2000), infantil (2002) y juvenil (2004). En la actualidad es fisioterapeuta.

## Biografía deportiva

### Inicios
Se inició en la gimnasia rítmica con 3 años de edad, tras ser animada por su hermana mayor, a la que veía entrenar en el Polideportivo Las Américas. Entró en primer lugar en la escuela del Polideportivo Andrés Estrada, para posteriormente ingresar en el Club Rítmico Colombino de Huelva. En 1998 fue campeona de España con el equipo alevín andaluz. Para 1999 se proclamó campeona de Andalucía alevín individual y en 2000, de nuevo campeona de Andalucía y campeona de España en la misma categoría. En 2002 fue campeona de Andalucía infantil individual y campeona de España en mazas y en manos libres también en infantil, y en 2004 se proclamó campeona de Andalucía en la categoría juvenil de la modalidad individual. Ese mismo año, como júnior, fue plata en cuerda en la Copa de la Reina, mientras que en el Campeonato de España Individual fue bronce en la general de la categoría júnior y plata en cinta, logrando el ascenso a la primera categoría nacional.

### Etapa en la selección nacional

#### 2002 - 2003: etapa en la selección júnior
En 2002 fue reclamada por la selección individual júnior junto a Violeta González para participar en el torneo Cerceu D'Or (Aro de Oro) en Bulgaria. Ese mismo año se convirtió en capitana del conjunto júnior nacional. En 2003 participó como integrante del conjunto júnior en el Campeonato de Europa de Riesa, donde el combinado español fue 7º con el ejercicio de 5 aros. Aquel conjunto estaba integrado por Verónica como capitana, Cristina Dassaeva, Laura García Repo, Violeta González, Esther Rodríguez Rojo y Paula de Juan Corral como suplente.

#### 2005 - 2009: etapa en el conjunto sénior
Para 2005 fue becada por el Plan Andalucía Olímpica. A finales de 2005 fue reclamada para formar parte de la selección nacional de gimnasia rítmica de España absoluta en la modalidad de conjuntos. Entrenó desde entonces una media de 8 horas diarias en el Centro de Alto Rendimiento de Madrid a las órdenes de la seleccionadora Anna Baranova y la entrenadora de conjuntos Sara Bayón. En marzo de 2006 fue convocada como titular a dos competiciones, el Torneo Internacional de Madeira, donde el conjunto obtuvo tres platas, y el Grand Prix de Thiais. Posteriormente fue apartada de la titularidad y no volvió a estar convocada a las competiciones hasta 2007, cuando entró nuevamente en el conjunto titular.
En abril de 2007, en la prueba de la Copa del Mundo disputada en Portimão, el conjunto consigue el 5º puesto en el concurso general y el 6º tanto en la final de 5 cuerdas como en la de 3 aros y 4 mazas. En mayo obtiene la medalla de plata tanto en el concurso general como en la final de 3 aros y 4 mazas de la prueba de la Copa del Mundo disputada en Nizhni Nóvgorod, además del 4º puesto en 5 cuerdas. En septiembre de ese mismo año tuvo lugar el Campeonato del Mundo de Patras. El conjunto obtuvo el 5º puesto en el concurso general, lo que les dio la clasificación para los Juegos Olímpicos de Pekín 2008. También lograron el 6º puesto tanto en 5 cuerdas como en 3 aros y 4 mazas. En diciembre disputaron el Preolímpico de Pekín, obteniendo el 8º puesto en el concurso general. El conjunto titular lo integrarían ese año Verónica, Bárbara González Oteiza, Lara González, Isabel Pagán, Ana María Pelaz y Bet Salom.

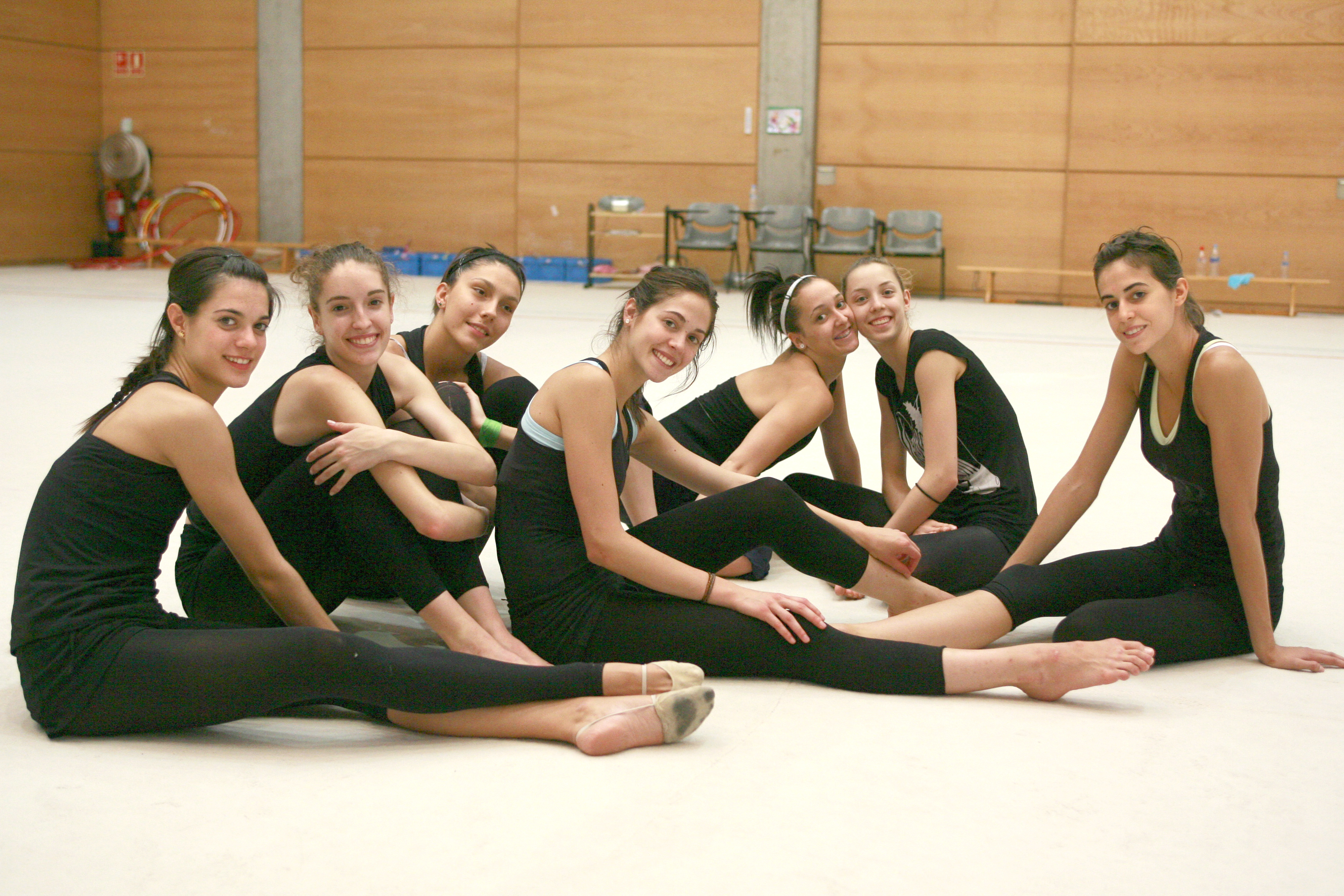
Verónica (segunda por la izquierda) con el resto del conjunto español en el CAR de Madrid (2007).

Para esta época, además de las titulares, en la concentración preparatoria de los Juegos se encontraban otras gimnastas entonces suplentes como Sandra Aguilar, Cristina Dassaeva, Sara Garvín, Violeta González o Lidia Redondo. En junio de 2008 tuvo lugar el Campeonato de Europa de Turín, donde el conjunto logró el 6º puesto en el concurso general y el 4º puesto tanto en 5 cuerdas como en 3 aros y 4 mazas. En agosto de ese año participó en los Juegos Olímpicos de Pekín 2008, convirtiéndose en la primera deportista onubense en ser olímpica. Serían sus primeros y únicos Juegos Olímpicos. El conjunto solo pudo obtener la 11.ª posición en la fase de calificación, después de cometer varios errores en el segundo ejercicio, el de 3 aros y 4 mazas. Esto hizo que el equipo no pudiera meterse en la final olímpica. En octubre de ese mismo año lograría dos medallas de plata en la Final de la Copa del Mundo disputada en Benidorm, tanto en la competición de 5 cuerdas como en la de 3 aros y 4 mazas. El conjunto estaba integrado por las mismas gimnastas que fueron a Pekín: Verónica, Bárbara González Oteiza, Lara González, Isabel Pagán, Ana María Pelaz y Bet Salom. Ese mismo mes de octubre se hizo cargo del equipo la nueva seleccionadora, la búlgara Efrossina Angelova.

### Retirada de la gimnasia
En marzo de 2009 fue operada de una lesión en el pie que llevaba arrastrando de 2008, intervención después de la cual decidió retirarse. Posteriormente estudió Fisioterapia en la Universidad Complutense de Madrid y además posee el título de Entrenadora Nacional. En 2018 fue durante varios meses fisioterapeuta de la Real Federación Española de Gimnasia, trabajando con la selección nacional de gimnasia rítmica y de gimnasia artística.

## Equipamientos
| Período      | Proveedor       |
| ------------ | --------------- |
| 2002 - 2006  | Li-Ning         |
| 2006 - 2008  | Austral         |
| 2008 - 2009  | Dvillena Esport |
| 2008 (JJ.OO) | Li-Ning         |

## Música de los ejercicios
| Año         | Aparatos         | Música |
| ----------- | ---------------- | --- |
| 2005 - 2006 | 5 cintas         | «El conquistador» de Maxime Rodriguez. |
| 2006 - 2007 | 3 aros y 4 mazas | «Tristan & Iseult» de Maxime Rodriguez. |
| 2007        | 5 cuerdas        | Temas «Be», «Mayumana», «DJ I» y «Batucada», de Mayumana. |
| 2008        | 5 cuerdas        | Medley de varios temas, entre ellos «Asesinato del padre» de la banda sonora de Salomé (compuesta por Roque Baños), y «One» y «Capitán Casanova» de Rodrigo y Gabriela. |
| 2008        | 3 aros y 4 mazas | «Apocalypse Warrior (Drone)», «Voices of War (Emotional Version Featuring Female Vocal)», «Apocalypse Warrior (Orchestral Action Version)», «Voices of War (Action Version Featuring Choral)», «Apocalypse Warrior (Emotional Version Featuring Female Vocal)» y «New Empire (Orchestral Action version)», todos del álbum The Final Combat de Philippe Guez y Patrick Maarek. |

## Palmarés deportivo

### Selección española
| 2003 - Campeonato de Europa Júnior de Riesa 8º puesto en primera calificación 1.er puesto en segunda calificación 7º puesto en final (5 aros) 2006 - Torneo Internacional de Madeira Plata en concurso general Plata en 5 cintas Plata en 3 aros y 4 mazas - Grand Prix de Thiais 5º puesto en concurso general Resultado en finales desconocido 2007 - Prueba de la Copa del Mundo en Portimão 5º puesto en concurso general 6º puesto en 5 cuerdas 6º puesto en 3 aros y 4 mazas - Prueba de la Copa del Mundo en Nizhni Nóvgorod Plata en concurso general 4º puesto en 5 cuerdas Plata en 3 aros y 4 mazas - Prueba de la Copa del Mundo en Génova 6º puesto en concurso general 5º puesto en 5 cuerdas 5º puesto en 3 aros y 4 mazas - Campeonato del Mundo de Patras 5º puesto en concurso general 6º puesto en 5 cuerdas 6º puesto en 3 aros y 4 mazas - Preolímpico de Pekín 8º puesto en concurso general | 2008 - Prueba de la Copa del Mundo en Portimão 6º puesto en concurso general 7º puesto en 5 cuerdas 6º puesto en 3 aros y 4 mazas - Grand Prix de Marbella / Andalucía Cup de Conjuntos Oro en 5 cuerdas - Prueba de la Copa del Mundo en Minsk 5º puesto en concurso general 5º puesto en 5 cuerdas 5º puesto en 3 aros y 4 mazas - Campeonato de Europa de Turín 6º puesto en concurso general 4º puesto en 5 cuerdas 4º puesto en 3 aros y 4 mazas - Juegos Olímpicos de Pekín 2008 11º puesto en calificación - Final de la Copa del Mundo en Benidorm Plata en 5 cuerdas Plata en 3 aros y 4 mazas |

## Premios, reconocimientos y distinciones
- Colón de Oro a la mejor deportista onubense de 2007 en la XXII Gala la Asociación Onubense de la Prensa Deportiva (2008)[15]
- Colón de Oro a la mejor deportista onubense de 2008 en la XXIII Gala de la Asociación Onubense de la Prensa Deportiva (2009)[16]
- Premiada en la XXV Gala de la Asociación Onubense de la Prensa Deportiva (2012)[17]
- Galardonada en reconocimiento a sus méritos olímpicos deportivos por el Ayuntamiento de Huelva (2018)[18]

## Galería

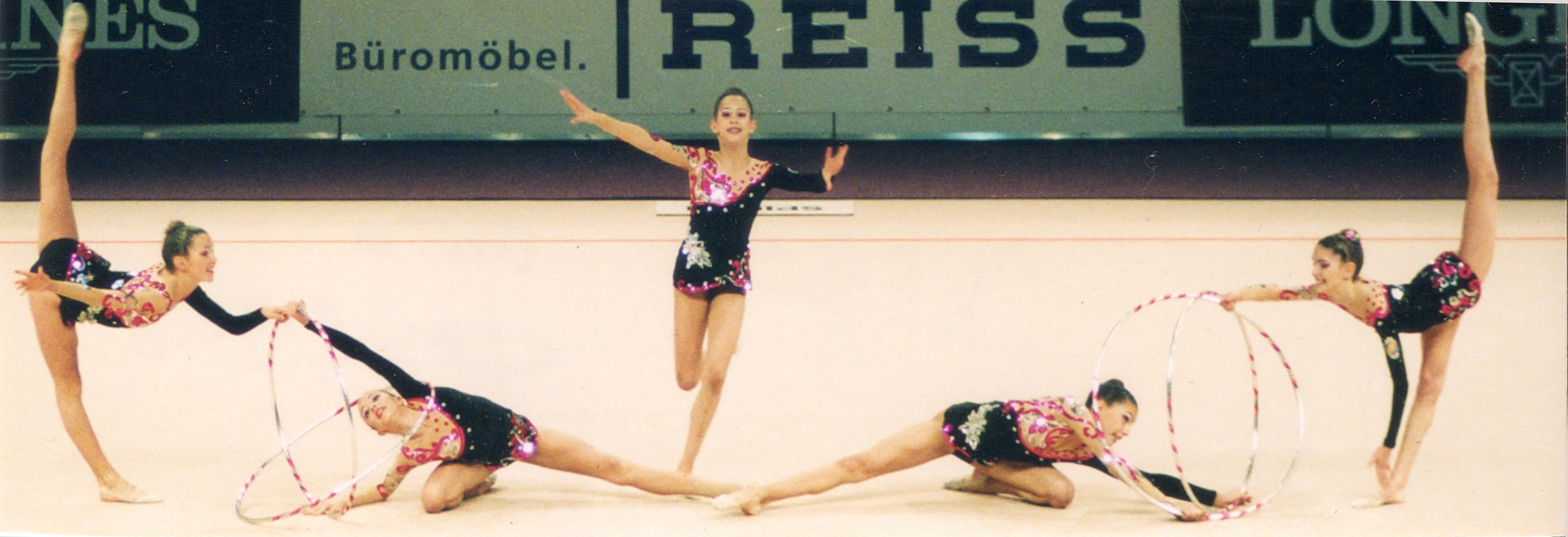
Verónica (derecha) con el conjunto júnior en el Europeo de Riesa (2003).
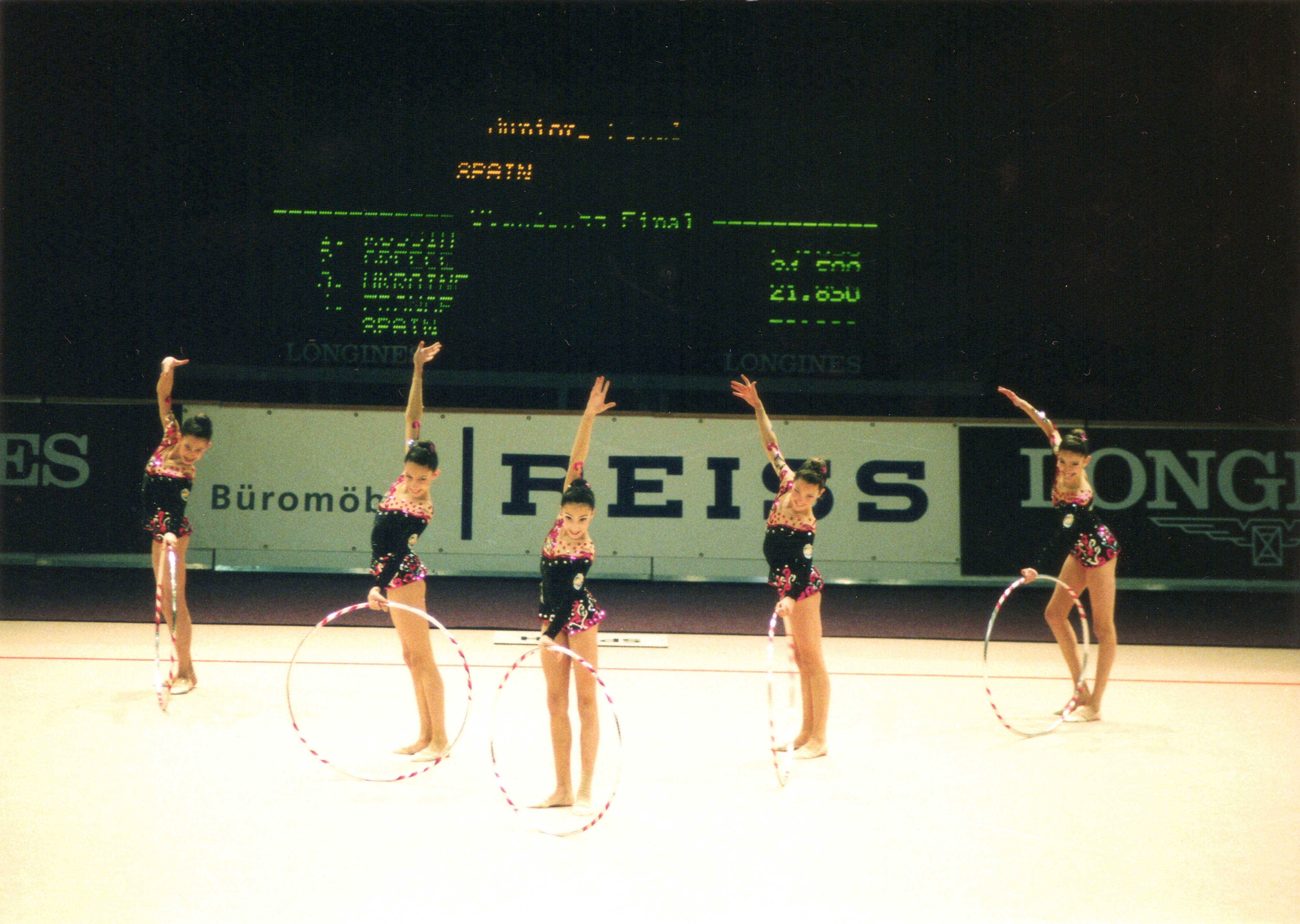
Otro momento del ejercicio de aros en el mismo Europeo.

## Filmografía

### Programas de televisión
| Programas de televisión | Programas de televisión | Programas de televisión | Programas de televisión   |
| Año                     | Título                  | Cadena                  | Notas                     |
| ----------------------- | ----------------------- | ----------------------- | ------------------------- |
| 2004                    | Escuela del deporte     | La 2 de TVE             | Aparición en reportaje    |
| 2007                    | Olímpicos. ADO 2008     | La 2 de TVE             | Entrevistada en reportaje |

### Publicidad
- Campaña «La otra cara de la medalla» para el Programa ADO, consistente en una sesión fotográfica y un anuncio de televisión realizado por Jaume de Laiguana (2008).[19]